# Frank Moss (1909)
Frank Moss (Leyland, 5 novembre 1909 – Londra, 7 febbraio 1970) è stato un calciatore e allenatore di calcio inglese, di ruolo portiere.

## Carriera

### Giocatore

#### Club
Ha sempre giocato nel campionato inglese.

#### Nazionale
Ha vestito la maglia della Nazionale inglese in quattro occasione nel 1934.

## Palmarès

### Giocatore

#### Competizioni nazionali
- Campionato inglese: 3

Arsenal: 1932-1933, 1933-1934, 1934-1935
- Coppa d'Inghilterra: 1

Arsenal: 1935-1936
- Community Shield: 3

Arsenal: 1931, 1933, 1934